# Grand Prix de la Ville de Lillers 2014
La Grand Prix de la Ville de Lillers 2014, cinquantesima edizione della corsa e valida come evento dell'UCI Europe Tour 2014 categoria 1.2, si svolse il 9 marzo 2014 su un percorso totale di circa 169,2 km. Fu vinto dal francese Steven Tronet che terminò la gara in 3h53'55", alla media di 43,4 km/h.
All'arrivo 99 ciclisti portarono a termine la gara.

## Squadre partecipanti
| N.      | Cod. | Squadra                        |
| ------- | ---- | ------------------------------ |
| 1-8     |      | CC Nogent sur Oise             |
| 11-18   | COF  | Cofidis, Solutions Credits     |
| 21-28   | BIG  | BigMat-Auber 93                |
| 31-38   | CCB  | Colorcode-Biowanze             |
| 41-48   | JTW  | Josan-ToWin Cycling Team       |
| 51-58   | WBC  | Wallonie-Bruxelles             |
| 61-68   | PCW  | T.Palm-Pôle Continental Wallon |
| 71-78   |      | ESEG Douai                     |
| 81-88   |      | EFC-Omega Pharma-Quick Step    |
| 91-98   | BGT  | Bridgestone-Anchor             |
| 101-108 | TKG  | Team Kuota                     |

| N.      | Cod. | Squadra                           |
| ------- | ---- | --------------------------------- |
| 111-118 | RBD  | Rietumu-Delfin                    |
| 121-128 | TJO  | Team Joker                        |
| 131-138 | BDC  | BDC-Marcpol Team                  |
| 141-148 | TIK  | Itera-Katusha                     |
| 151-158 |      | VC Rouen 76                       |
| 161-168 | MGK  | MG Kvis-Trevigiani                |
| 171-178 |      | Metaltek Knights of Old Racing T. |
| 181-188 |      | TEAM KTM                          |
| 191-198 | LOK  | Lokosphinx                        |
| 201-208 | DEU  | Germania                          |
| 211-218 |      | Selez. Reg. Nord Pas De Calais    |

## Ordine d'arrivo (Top 10)
| Pos. | Corridore           | Squadra       | Tempo    |
| ---- | ------------------- | ------------- | -------- |
| 1    | Steven Tronet       | BigMat-Auber  | 3h53'55" |
| 2    | Martijn Degreve     | EFC-Omega P.  | s.t.     |
| 3    | Benoît Daeninck     | CC Nogent     | s.t.     |
| 4    | Antoine Warnier     | Colorcode     | s.t.     |
| 5    | Maksim Razumov      | Itera-Katusha | s.t.     |
| 6    | Christophe Le Mével | Cofidis       | s.t.     |
| 7    | Nicolas Edet        | Cofidis       | s.t.     |
| 8    | Floris de Tier      | EFC-Omega P.  | s.t.     |
| 9    | Jens Wallays        | EFC-Omega P.  | s.t.     |
| 10   | Laurent Évrard      | Wallonie      | s.t.     |